# Cantone di Bapaume
Il Cantone di Bapaume è una divisione amministrativa dell'arrondissement di Arras.
A seguito della riforma approvata con decreto del 24 febbraio 2014, che ha avuto attuazione dopo le elezioni dipartimentali del 2015, è passato da 22 a 75 comuni.

## Composizione
I 22 comuni facenti parte prima della riforma del 2014 erano:
- Achiet-le-Grand
- Achiet-le-Petit
- Avesnes-lès-Bapaume
- Bancourt
- Bapaume
- Beaulencourt
- Béhagnies
- Beugnâtre
- Biefvillers-lès-Bapaume
- Bihucourt
- Favreuil
- Frémicourt
- Grévillers
- Ligny-Thilloy
- Martinpuich
- Morval
- Riencourt-lès-Bapaume
- Sapignies
- Le Sars
- Le Transloy
- Villers-au-Flos
- Warlencourt-Eaucourt

Dal 2015 i comuni appartenenti al cantone sono i seguenti 75:
- Ablainzevelle
- Achiet-le-Grand
- Achiet-le-Petit
- Avesnes-lès-Bapaume
- Ayette
- Bancourt
- Bapaume
- Baralle
- Barastre
- Beaulencourt
- Beaumetz-lès-Cambrai
- Béhagnies
- Bertincourt
- Beugnâtre
- Beugny
- Biefvillers-lès-Bapaume
- Bihucourt
- Bourlon
- Bucquoy
- Buissy
- Bullecourt
- Bus
- Chérisy
- Courcelles-le-Comte
- Croisilles
- Douchy-lès-Ayette
- Écourt-Saint-Quentin
- Écoust-Saint-Mein
- Épinoy
- Ervillers
- Favreuil
- Fontaine-lès-Croisilles
- Frémicourt
- Gomiécourt
- Graincourt-lès-Havrincourt
- Grévillers
- Hamelincourt
- Haplincourt
- Havrincourt
- Hermies
- Inchy-en-Artois
- Lagnicourt-Marcel
- Lebucquière
- Léchelle
- Ligny-Thilloy
- Marquion
- Martinpuich
- Metz-en-Couture
- Morchies
- Morval
- Mory
- Moyenneville
- Neuville-Bourjonval
- Noreuil
- Oisy-le-Verger
- Palluel
- Pronville
- Quéant
- Riencourt-lès-Bapaume
- Rocquigny
- Rumaucourt
- Ruyaulcourt
- Sains-lès-Marquion
- Saint-Léger
- Sapignies
- Le Sars
- Sauchy-Cauchy
- Sauchy-Lestrée
- Le Transloy
- Trescault
- Vaulx-Vraucourt
- Vélu
- Villers-au-Flos
- Warlencourt-Eaucourt
- Ytres